# Подгорный (Тульская область)
Подгорный — посёлок в Чернском районе Тульской области России.
В рамках административно-территориального устройства является центром Подгорной сельской администрации Чернского района, в рамках организации местного самоуправления входит в сельское поселение Северное.

## География
Расположен в 86 км к юго-западу от областного центра и в 10 км к северо-востоку от райцентра, пгт Чернь.

## Население
| 2002 | 2010 |
| ---- | ---- |
| 360  | ↘346 |

Население — 346 чел. (2010).